# سيدني بال
سيدني بال (بالإنجليزية: Sydney Ball)‏ هو نقاش ‏ ورسام أسترالي، ولد في 29 أكتوبر 1933 في أديلايد في أستراليا، وتوفي في 5 مارس 2017 في سيدني في أستراليا.

## وصلات خارجية
- الموقع الرسمي